# Kungariket Ryukyu

Shuri slott

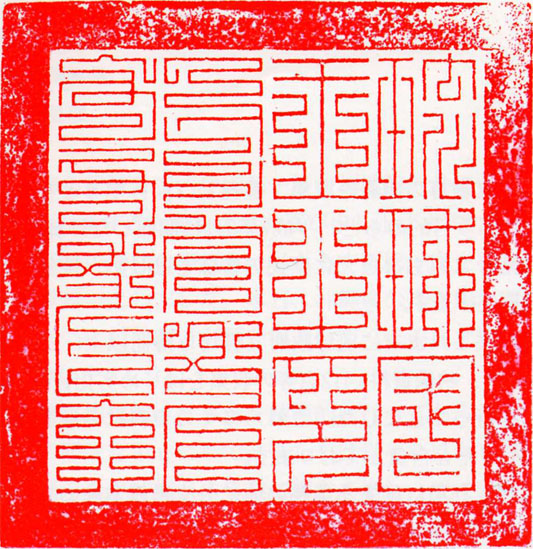
Det kungliga sigillet, 1700-tal.

Kungariket Ryūkyū (japanska: 琉球王国?, Ryūkyū Ōkoku; ryūkū:Rūchū-kuku) var ett oberoende kungarike som bestod av större delen av Ryukyuöarna i dagens Japan mellan 1400-talet och 1879. Ryukyu var en handelsnation som hade kontakt med bland annat Japan, Kina, Java och Sumatra.
Det är osäkert när öarna upptäcktes, de första dokumenterade kinesiska anteckningarna härrör från år 603 då Kina skickade en delegation till Okinawa med bud om att de skulle underkasta sig den kinesiske kejsaren. Okinawas befolkning vägrade och år 610 invaderades ön för att bli en kinesisk vasallstat de närmaste 500 åren.
Det första lokala kungadömet grundades redan på 1100-talet av Shunten från Urasoedynastin och varade till 1300-talet då riket splittrades i tre mindre riken Chūzan, Hokuzan och Nanzan men under en samlad ledning. Shō Hashi, härskaren av Chūzan annekterade grannen Hokuzan år 1416 och grannen Nanzan år 1429 och återförenade riket till Kungariket Ryūkyū. Okinawas fördelaktiga läge i Östkinesiska havet och dess relativa närhet till Kina, Korea, Japan, Taiwan och Filippinerna gjorde Ryūkyūriket till en rik handelsstat. Många av slottsruinerna på öarna, de så kallade Gusuku, byggdes under denna period.
1609 invaderades Ryūkyūriket av den japanska Satsumaklanen som kontrollerade området i södra Japan som idag är Kagoshima prefekturen. Kungariket förblev en oberoende stat men var i själva verket under direkt kontroll av Satsuma.
1854 besökte amerikanske Matthew C. Perry samtidigt som även andra västnationer som Storbritannien, Frankrike och Ryssland försökte inleda handelsförbindelser med Okinawa. Detta ledde till att Japan 1868 stationerade militärpersonal på ön.
1879 upplöste Japan Ryūkyūriket under den så kallade Meijirestaurationen och införlivade området som Okinawa prefektur i Japan. Landets avsatte kung Shō Tai fick bosätta sig i Tokyo och erhöll en japansk markis-titel (侯爵, kōshaku) som en form av kompensation.